# Tilly Edinger
Tilly Edinger (1897-1967) foi uma paleontóloga alemã de origem judia. No prefácio de um de seus livros, o eminente paleontólogo estadunidense Stephen Jay Gould escreveu:
| “ | uma lição para todos nós sobre uma das cientistas naturais mais notáveis do século XX. | ” |